# Ba tháng cuối cùng của tuổi thơ
Ba tháng cuối cùng của tuổi thơ (tiếng Nga: Сто дней после детства) là một bộ phim lãng mạn dành cho lứa tuổi mới lớn của đạo diễn Sergey Solovyev. Bộ phim đã nhận được rất nhiều khen ngợi từ giới phê bình điện ảnh và cũng giành được không ít giải thưởng uy tín vì khắc họa rất thành công đời sống tâm lý - sinh hoạt của thanh thiếu niên trong các trại hè. Bộ phim rất thành công trong âm nhạc và hình ảnh.

## Nội dung
Bộ phim theo quan niệm duy mĩ, kể về câu chuyện tình yêu đầu đời. Bối cảnh câu truyện là một trại hè kỳ lạ của các cô cậu học sinh tốt nghiệp lớp 8, giữa một "ốc đảo" vây quanh bởi nước, tràn ngập cây xanh và có phần u tối, trong cái ổ quý tộc cũ kỹ. Đầu câu truyện mở ra một cái kết có phần buồn, khi lọ hoa trên cửa sổ lung lay trước gió. Cậu học sinh Mitya có đôi mắt khá đặc biệt, cảm nhận tình cảm rung động đầu đời với cô bạn Lena. Những nhân vật chính được lên sân khấu diễn vở Maskarad của M. Lermontov, nơi tối tối người ta vẫn chiếu lên phông hậu phiên bản bức tranh Nàng Mona Lisa. Lúc phân vai, Lena Ergolina nhận vai Nina, Mitia - vai chàng công tước Zvezdich, và Glev Lunev - vai Arbenin. Mitia bực bội khi thấy Glev có hành vi gian lận khi thống kê năng suất lao động của các bạn trong đợt giúp nông trang thu hoạch mùa màng, lại có thái độ coi thường tình cảm của Nina (tức Lena), thế là cậu quyết đấu. Lena chọn yêu Glev và giữ lại tình yêu đó, mặc dù Mitia yêu cô và Glev vẫn khinh khỉnh với tình cảm của cô. Trong khi đó Mitia cũng đang được Sonia yêu bằng một tình yêu đơn phương. Đến đoạn kết, khi cùng ngồi bên bờ hồ, Mitia và Sonia kể lại với nhau những chuyện về nàng Mona Lisa và nhắc lại lời anh phụ trách: "Phải ngắm nàng thật lâu để ghi nhớ, rồi mang nàng theo suốt cuộc đời mình… Đơn giản là chúng ta hãy nhớ mãi mùa hè này, thế thôi nhé".

## Diễn viên
- Boris Tokarev... Mitya Lopukhin
- Tatyana Drubich... Lena Yergolina
- Irina Malysheva... Sonya Zagremukhina
- Yury Agilin... Gleb Lunev
- Sergey Shakurov... Seryozha Borisovich (tư vấn viên)
- Arina Aleynikova... bác sĩ
- Sergey Khlebnikov... phát thanh viên
- Nina Menshikova... Ksenya L'vovna
- Yuri Sorkin... Genius Furikov
- Tatyana Yurinova... Olya Zalikova
- Andrey Zvyagin... Sasha Lebedev
- V.Blagovidova
- Viktor Markin
- T.Kaveshnikova
- S.Lopukhov
- I.Potolov
- O.Fedechkin
- L.Feodorova

## Ê-kíp
- Âm nhạc: [[::ru::Шварц, Исаак Иосифович|Isaak Shvarts]]
- Dựng phim: Leonid Kalashnikov
- Thiết kế sản xuất: Aleksandr Borisov

## Vinh danh
- Giải thưởng Gấu bạc (Đạo diễn xuất sắc nhất - Sergey Solovyev) - Liên hoan phim Quốc tế (Tây) Berlin lần thứ 25 (1975)
- Giải thưởng Frunze của Trung ương Đoàn Thanh niên Cộng sản Lenin (Giải thưởng Komsomol Lenin -1976) và Bằng khen của Nhà nước Soviet (Giải thưởng Quốc gia Liên Xô - 1977)

Ngoài ra, các giải thưởng tại liên hoan phim Avellino (1975), Belgrad (1976)